# Uschi Glas
Uschi Glas geboren als Helga Ursula Glas (Landau an der Isar, 2 maart 1944) is een Duitse schlagerzangeres en actrice.

## Jeugd
Uschi Glas werd geboren in Landau an der Isar als jongste van vier kinderen. Haar vader Christian werkte bij een autofabrikant. De middelbare school in Landau beëindigde ze in 1960. Na haar aanstelling als boekhoudster in Dingolfing ging ze in 1964 naar München, waar ze ging werken als secretaresse in een advocatenkantoor en later in een expeditiebedrijf. Tegelijkertijd zocht ze contacten tot het filmcircuit.

## Carrière
Bij een receptie voor de première van de film Das Liebeskarussell plaatste ze ten aanzien van producent Horst Wendlandt enkele kritische opmerkingen. Deze toonde interesse en zodoende kreeg ze de eerste kleine filmrol in Der unheimliche Mönch (1965). Daarna kreeg ze toneelonderricht bij Annemarie Hanschke en kort daarna mocht ze een hoofdrol spelen in de Karl May-film Winnetou und das Halbblut Apanatschi, waarin ze werd gesynchroniseerd door Marion Hartman.
Glas werd algemeen bekend in de rol van Barbara in de speelfilm Zur Sache, Schätzchen (1968), waarin ze een onvoltooide striptease in een politiebureau opvoerde. In de filmserie Die Lümmel von der ersten Bank (1968) speelde ze de zus van Pepe Nietnagel. Aan het begin van de jaren 1970 steunde ze de politiek van Franz Josef Strauß en zijn CSU. Ze heeft daarna nooit een geheim gemaakt van haar conservatieve politieke gezindheid. Glas speelde in meerdere films de vrouwelijke hoofdrol, vaak aan de zijde van Roy Black. In 1969 had ze in Düsseldorf haar theaterpremière in het stuk Unsere liebste Freundin.
In 1970 probeerde ze als schlagerzangeres voet te vatten en nam ze met producent Giorgio Moroder het nummer Wenn dein Herz brennt op. Daarna was ze regelmatig te zien in tv-series, waaronder Der Kommissar (1973). Binnen afzienbare tijd stond ze zelf in het middelpunt van series, zoals Polizieinspection 1 (vanaf 1977) en Unsere schönsten Jahre (vanaf 1983). In 1986 werd ze kortstondig de filmpartner van Christian Quadflieg met de vrouwelijke hoofdrol in de serie Der Landarzt. Door haar zwangerschap verliet ze de productie echter kort na het begin van de opnamen. Vanaf 1989 acteerde ze in de serie Zwei Münchener in Hamburg aan de zijde van Elmar Wepper. Voor de RTL-filmreeks Tierärztin Christine schreef ze zelf het draaiboek. Verdere successeries waren Anna Maria – Eine Frau geht ihren Weg (vanaf 1994) als grindgroeve-eigenaresse, Sylvia – Eine Klasse für sich (vanaf 1998) als lerares en Zwei am großen See (vanaf 2004) als Antonia Lechner.
In 1992 werd ze onderscheiden met de Bayerische Verdienstorden en in 1998 met het Bundesverdienstkreuz 1e klasse. In hetzelfde jaar werd ze geëerd met het Österreichischen Ehrenkreuz für Wissenschaft und Kunst. Ze spendeerde 10.000 DM aan Helmut Kohl, die daarmee in 2000 de zwartgeldaffaire van de CDU trachtte te vereffenen. In 2002 publiceerde ze een album met kerstliederen (Uschi Glas singt die schönsten Weihnachtslieder). In 2003 verscheen een fotosessie in het magazine Max, waarin ze in krappe bikini's en ondergoed getoond werd. In 2004 publiceerde ze haar autobiografie Mit einem Lächeln. In de succesvolste bioscoopfilms van 2013 en 2015 Fack ju Göthe en Fack ju Göthe 2 was ze te zien als een lerares met zelfmoordgedachten en een burnout. Daarmee speelde ze mee in 10 van de 100 succesvolste bioscoopfilms.

## Juridische problemen
Glas verloor een rechtszaak, nadat ze de Berlijnse politie had aangeklaagd wegens een onderzoek op het gebied van de internet-pornografie, waarbij ze beweerde dat de politie haar gegevens had gebruikt. De eis van 20.000 euro smartengeld werd in juni 2005 afgewezen.
In april 2004 belandde ze naar aanleiding van een door haar aangeprezen cosmeticareeks in de krantenkoppen. Bij een test van de Stichting Warentest waren bij meerdere testpersonen irritaties en ontstekingen van de gezichtshuid opgetreden door het gebruik van het aangeprezen product. De stichting waarschuwde daarop voor het gebruik. Het Landgericht Berlin wees in april een aanklacht van de fabrikant van het product af tegen de verdere verspreiding van het testresultaat. Het hoger beroep werd afgewezen.

## Verdere activiteiten
Als beschermheer van de Deutsche Stiftung Patientenschutz zette Glas zich in voor langdurige zieken, zorgbehoeftigen en stervenden. Bijna 20 jaar zette ze zich in voor de in de Verenigde Staten ter dood veroordeelde Debbie Milke, doordat ze overtuigd was van diens onschuld. Milke werd in 2013 op vrije voeten gesteld. Samen met haar echtgenoot Dieter Hermann had ze zitting in het bestuur van de vereniging 'brotZeit', die schoolontbijten voor kinderen op de lagere school sponsorde. Bovendien hield ze zich bezig met het Augsburger benefiet-voetbalteam Datschiburger Kickers, die zich inzetten voor liefdadigheidsdoeleinden. Voor haar jarenlange betrokkenheid en de oprichting van 'brotZeit' kreeg ze in 2009 samen met haar echtgenoot, van de vereniging Kinderlachen de Kind-Award. Verder was ze vele jaren actief bezig in de strijd tegen leukemie en ondersteunde ze het Duitse beenmergdonordossier zowel financieel als uit vrijwillige betrokkenheid.

## Privéleven
Haar levenspartners waren tussen 1966 en 1970 Bobby Arnold, van 1971 tot 1973 Max Graf Lamberg en later haar latere echtgenoot Bernd Tewaag, met wie ze van 1981 tot februari 2003 was getrouwd. Uit dit huwelijk kwamen drie kinderen voort: Benjamin (geb. 1976) is presentator en acteur, Alexander Christoph (geb. 1982) is jurist en Julia (geb. 1986), die als kind aan de zijde van haar moeder optrad in de tv-serie Tierärztin Christine, maar later een carrière opbouwde buiten de showbusiness. De scheiding werd maandenlang begeleid door een gedetailleerde berichtgeving door de Bild-Zeitung. Beiden gaven toentertijd herhaaldelijk uitgebreide interviews over hun relatie en hun overige privéleven. Op 22 oktober 2005 trouwde ze met haar nieuwe partner, de bedrijfsadviseur Dieter Hermann.

## Nominaties
- 1968: Deutscher Filmpreis – beste vertolkster
- 1984: Bambi – populairste tv-serie-paar met Elmar Wepper
- 2004: Romy – populairste vrouwelijke serie-ster

## Onderscheidingen
- 1967: Bronzen Bravo Otto
- 1969: Bambi
- 1969: Gouden Bravo Otto
- 1970: Gouden Bravo Otto
- 1971: Gouden Bravo Otto
- 1972: Gouden Bravo Otto (2x)
- 1973: Gouden Bravo Otto
- 1974: Zilveren Bravo Otto
- 1976: Bronzen Bravo Otto
- 1977: Zilveren Bravo Otto
- 1984: Goldene Kamera in de categorie Beste tv-favoriet (vrouwelijk), (3e plaats van de Hörzu-lezerskeuze)
- 1990: Goldene Kamera in de categorie Populairste serie-vertolkster, (1e plaats van de Hörzu-lezerskeuze)
- 1990: Bambi
- 1990: Romy als populairste actrice
- 1992: Romy als populairste serie-ster
- 1992: Bayerischer Verdienstorden
- 1993: Romy als populairste serie-ster
- 1995: Goldene Kamera in de categorie Beste actrice
- 1995: Bayerischer Fernsehpreis Ehrenpreis
- 1997: Goldener Gong
- 1998: Österreichisches Ehrenkreuz voor Wetenschap en Kunst
- 1998: Bundesverdienstkreuz 1e klasse
- 1998: Goldener Gong
- 1999: Courage-Preis
- 2003: Rose vom Wörthersee
- 2005: Brisant Brillant, categorie Sociale betrokkenheid
- 2005: Wissenschaftspreis Laien schaffen Wissen van het Hamburger Milieu-instituut
- 2007: Opname in de Hall of Fame bij de DIVA-prijsuitreiking
- 2008: Bayerischer Bierorden
- 2009: KIND-Award National von Kinderlachen
- 2011: Bayerische Staatsmedaille voor sociale verdiensten
- 2012: Orde Wider die Neidhammel voor haar artistieke prestaties
- 2012: IDIZEM-Dialogpreis in de categorie jeugd & opleiding voor de vereniging brotZeit
- 2013: Werzer's Award
- 2013: fit-4-future-Award, ereprijs voor haar Charity-project brotZeit
- 2014: Victress Social Impact Award, extra prijs voor haar betrokkenheid met haar vereniging brotZeit
- 2015: Goldene Schlemmer-Ente voor haar betrokkenheid binnen de vereniging brotZeit
- 2015: München leuchtet in Gold
- 2015: Neuköllner Ehrennadel voor haar sociale betrokkenheid
- 2016: St. Georgs Ordens van het Dresdner semperoperabal voor haar indrukwekkende artistieke successen
- 2016: Prix Courage voor haar sociale betrokkenheid

## Discografie
- 1968: Cover Girl / Al Capone
- 1969: Es ist schön / Up to Date
- 1970: Wenn dein Herz brennt (Love Grows) / Laylalou
- 1970: Chucky / Bobby Taylor
- 1971: Denn ich liebe die Welt / Meine Freunde sind die Sterne
- 1972: Laß mich mein Leben leben / Mein Wochenende
- 1974: Ich suche die Brücke hinüber zu dir / Mein Herz ist wegen Liebe geschlossen
- 1982: Fahrschule (met Heinz Schenk)
- 1997: Denn ich liebe die Welt (compilatie)
- 2002: Uschi Glas singt die schönsten Weihnachtslieder (album)
- 2003: Sonne, Mond und Sterne – Uschi Glas singt die schönsten deutschen Lieder (album)
- 2014: Das dicke, dicke Ding (WK-videoclip-song van Mister Santos)

## Filmografie
- 1965: Der unheimliche Mönch
- 1966: Winnetou und das Halbblut Apanatschi
- 1967: Das große Glück
- 1967: Der Mönch mit der Peitsche
- 1968: Zur Sache, Schätzchen
- 1968: Der Gorilla von Soho
- 1968: Die Lümmel von der ersten Bank
- 1968: Immer Ärger mit den Paukern
- 1968: Der Turm der verbotenen Liebe
- 1968: Zur Hölle mit den Paukern
- 1969: Klassenkeile
- 1969: Pepe, der Paukerschreck
- 1969: Der Kerl liebt mich – und das soll ich glauben?
- 1969: Hilfe, ich liebe Zwillinge!
- 1970: Wir hau’n die Pauker in die Pfanne
- 1970: Hurra, unsere Eltern sind nicht da
- 1970: Die Feuerzangenbowle
- 1970: Die Weibchen
- 1970: Nachbarn sind zum Ärgern da
- 1971: Die Tote aus der Themse
- 1971: Wer zuletzt lacht, lacht am besten
- 1971: Wir hau’n den Hauswirt in die Pfanne
- 1971: Black Beauty
- 1971: Hilfe, die Verwandten kommen
- 1971: Wenn mein Schätzchen auf die Pauke haut
- 1971: Verliebte Ferien in Tirol
- 1971: Hochwürden drückt ein Auge zu
- 1972: Mensch ärgere dich nicht
- 1972: Das Rätsel des silbernen Halbmonds
- 1972: Le tueur
- 1972: Die lustigen Vier von der Tankstelle
- 1972: Trubel um Trixie
- 1972: 100 Fäuste und ein Vaterunser
- 1973: Der Kommissar, aflevering 64: Ein Mädchen nachts auf der Straße (tv-serie)
- 1975: Jedermanns Weihnachtsbaum (tv-film)
- 1975: Ich denk’ mich tritt ein Pferd
- 1976: Derrick, aflevering: Angst (tv-serie)
- 1977: Waldrausch
- 1977: Die Kette (tv-film)
- 1977–1988: Polizeiinspektion 1 (tv-serie)
- 1978: Der Alte, aflevering: Ein Koffer (tv-serie)
- 1978: Die blaue Maus (tv-film)
- 1979: Appartement für drei (tv-film)
- 1983: Flöhe hüten ist leichter (tv-film)
- 1983–1985: Unsere schönsten Jahre (tv-serie)
- 1984: Die Wiesingers (tv-serie)
- 1984: Mama Mia – Nur keine Panik
- 1984: Mensch ohne Fahrschein (tv-film)
- 1984: Das Traumschiff – Thailand (tv-serie)
- 1986: Kein Anschluß unter dieser Nummer
- 1989–1993: Zwei Münchner in Hamburg (tv-serie)
- 1991: Das größte Fest des Lebens (tv-film)
- 1992: Widerspenstige Viktoria (tv-film)
- 1992–1993: Ein Schloß am Wörthersee (tv-serie)
- 1993: Tierärztin Christine (tv-film)
- 1994–1997: Anna Maria – Eine Frau geht ihren Weg (tv-serie)
- 1995: Tierärztin Christine II: Die Versuchung (tv-film)
- 1997: 60 Minuten Todesangst (tv-film)
- 1997: Frucht der Gewalt (tv-film)
- 1997: Mein Papa ist kein Mörder (tv-film)
- 1997: Blutige Rache (tv-film)
- 1997: Staatsanwältin Hohenberg (tv-serie)
- 1998: Fröhliche Chaoten
- 1998: Tierärztin Christine III: Abenteuer in Südafrika (tv-film)
- 1998–2000: Sylvia – Eine Klasse für sich (tv-serie)
- 1999: Heimlicher Tanz (tv-film)
- 2001: Die Erpressung – Ein teuflischer Pakt (tv-film)
- 2002: Klinik unter Palmen (tv-serie)
- 2003: Drei unter einer Decke (tv-film)
- 2003: Alles Glück dieser Erde
- 2004–2006: Zwei am großen See (tv-serie)
- 2005: Felix – Ein Hase auf Weltreise
- 2005: SOKO 5113, aflevering: Ein Engel stirbt (misdaadserie)
- 2006: Utta Danella – Eine Liebe im September (tv-serie)
- 2008: Das Traumhotel – Karibik (tv-serie)
- 2008: Wieder daheim (tv-film)
- 2008: Zur Sache, Lena! (4-delige tv-film)
- 2008: Meine liebe Familie (meerdelige tv-film)
- 2009: Ein Fall für zwei, aflevering: Skorpion im dritten Haus (tv-serie)
- 2010: Diese Frau von vorhin
- 2011: Für immer daheim (tv-film)
- 2011: Der Winzerkrieg (tv-film)
- 2012: Katie Fforde: Sprung ins Glück (tv-serie)
- 2013: Rosamunde Pilcher – Schlangen im Paradies (tv-serie)
- 2013: Familie inklusive (tv-film)
- 2013: Fack ju Göhte
- 2014: SOKO Stuttgart, aflevering: Die Cremeprinzessin (misdaadserie)
- 2014: Bewegte Republik – 70 Jahre Kultur: Zur Waffe, Schätzchen (dokumentaire)
- 2014: Wo liegt das bessere Deutschland – Ost gegen West (dokumentaire film)
- 2015: Fack ju Göhte 2
- 2015: Rosamunde Pilcher – Vollkommen unerwartet (tv-serie)
- 2016: Vor. Seit. Schluss!

## Theater
- 1969: Unsere liebste Freundin (met Johannes Heesters, Anna Teluren; Regie: Alfons Höckmann)
- 1974: Vater einer Tochter (met Karl Schönböck; Regie: Harald Leipnitz)
- 1975: Zweimal Hochzeit (met Siegfried Rauch, Claus Wilcke; Regie: Jürgen Wölffer)
- 1975: Der Färber und sein Zwillingsbruder (met Josef Meinrad; Regie: Axel von Ambesser)
- 1978: Barfuß im Park (met Horst Janson, Gerda-Maria Jürgens)
- 1978: Spiel met dem Feuer (met Harald Juhnke; Regie: Jürgen Wölffer)
- 1979: Barfuß im Park
- 1979: Spiel met dem Feuer
- 1980: Pygmalion (met Karl-Heinz Vosgerau, Fee von Reichlin, Hilde Volk, Erik Ode, Alexander Golling; Regie: Rolf von Sydow)
- 1980–1982: Mary-Mary (met Michael Hinz, Viktoria Brams; Regie: Horst Sachtleben)
- 1983–1985: Mettagsstunde (met Horst Naumann; Regie: Horst Sachtleben)
- 1989: Falscher Alarm (met Karl-Heinz Vosgerau; Regie: Horst Sachtleben)
- 2006: Vermischte Gefühle (met Michael Hinz; Regie: Horst Sachtleben)
- 2013: Heiße Sohlen (Landestheater Linz)

## Draaiboeken
- 1993: Tierärztin Christine (tv)
- 1994–1996: Anna Maria – Eine Frau geht ihren Weg (serie)
- 1995: Tierärztin Christine II: Die Versuchung (tv)
- 1997–2000: Sylvia – Eine Klasse für sich (serie)
- 1998: Tierärztin Christine III: Abenteuer in Südafrika (tv)

- Bibsys: 5056729
- Biblioteca Nacional de España: XX1567723
- Bibliothèque nationale de France: cb141818271 (data)
- Gemeinsame Normdatei: 12878749X
- International Standard Name Identifier: 0000 0000 6309 9563
- Library of Congress Control Number: n83134790
- MusicBrainz: 995f956d-ad6d-47ea-8dbf-f9af65ccae6a
- Nationale Bibliotheek van Tsjechië: xx0175977
- Nationale bibliotheek van Australië: 40448786
- Nationale Bibliotheek van Polen: a1000001203967
- Réseau des bibliothèques de Suisse occidentale: 02-A022729947
- Système universitaire de documentation: 080471315
- Trove: 1446919
- Virtual International Authority File: 9078149296176380670006
- WorldCat: E39PBJy8qdwvjJjqcdbcvMHXBP